# Super Strat
Pour les articles homonymes, voir Strat.
Cet article possède un paronyme, voir Superstrat.
 (septembre 2024).
Si vous disposez d'ouvrages ou d'articles de référence ou si vous connaissez des sites web de qualité traitant du thème abordé ici, merci de compléter l'article en donnant les références utiles à sa vérifiabilité et en les liant à la section « Notes et références ».
Super Strat (aussi typographié Super-strat ou Superstrat) est le nom donné à un concept de guitares électriques ressemblant à la Fender Stratocaster mais incluant des modifications qui la démarquent franchement de celle-ci afin de convenir à d'autres styles de jeu. Les Superstrats ne sont pas considérées comme des copies de Stratocasters et le terme « super-strat » ne désigne pas non plus des Stratocasters de qualité supérieure.

## Histoire

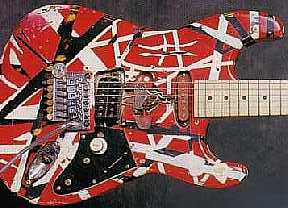
La Frankenstrat d'Eddie Van Halen

Le début des années 1980 voit l'émergence du heavy metal et du jazz fusion. Une nouvelle génération de virtuoses de la guitare, dont les techniques super-rapides et ultra-complexes exigent des manches de guitare plus souples et des chevalets stables, réclame des guitares plus avancées ; en termes de look (des conceptions plus agressives) et de jouabilité (facilité du jeu et de plus fortes tonalités).
En réponse, l'industrie crée les Superstrats, versions de la Stratocaster faites sur commande en atelier. En raison du succès énorme de la vente, la plupart des compagnies mises sur pied fabriqueront les Superstrats en série.
Les premières superstrats sont faites par Grover Jackson en 1982 pour satisfaire les commandes de magasins, celle-ci deviendront plus tard des séries à part entière. Jackson Soloist est connu comme le premier constructeur de superstrats en série, officiellement produites depuis le 28 août 1984, mais Eddie Van Halen a véritablement créé la première Superstrat avec son modèle Charvel noir et blanc vers la fin des années 1970. Celui-ci fut sans doute le pionnier de la superstrat et il sut en exploiter tous les aspects (taping, divebombs, etc.).

## Définition
Partant le plus souvent d'une Fender Stratocaster (d'où le nom de Super Strat), les ateliers ajoutent ou modifient des éléments rendant la guitare plus efficace.
Sur les manches, plus fins et parfois allongés pour atteindre 24 frettes (soit deux octaves) ou plus, la modification du profil avec des touches plus plates permettra au guitariste de gagner en rapidité. En ajoutant un micro double bobinage en position chevalet, le son gagne en corps et en puissance. Plus tard, le rajout d'un second micro double bobinage près du manche (avec le micro simple placé au milieu et le premier micro double près du chevalet) deviendra une configuration de référence pour les guitaristes aux goûts extrêmes cherchant des sonorités de plus en plus saturées avec beaucoup plus de puissance, donnant naissance aux premiers modèles de superstrat pourvus de micros HSH (« humbucker/single-coil/humbucker »), popularisés par les Japonais Hoshino Gakki (fabricant des guitares Ibanez) et Yamaha, et les américains B.C. Rich, Jackson/Charvel et Kramer depuis 1987.
Il existe aussi des superstrats avec trois humbuckers, comme la fameuse Jersey Star de Kramer. Cette guitare aux coloris blanc brillant et rouge écarlate, fabriquée pour le guitariste Richie Sambora du groupe de glam metal Bon Jovi fut également disponible en version « double manche » (double neck).
Avec l'invention du Rockinger, un chevalet-vibrato créé par Floyd Rose en 1981, puis du Floyd Rose à double blocage et système fine tuning en 1983, des effets de son impensables jusque-là deviennent possibles. Ce chevalet, qui permet en outre de tirer les cordes sans se désaccorder, est le fruit de la collaboration entre Eddie Van Halen, Schaller, Floyd et les guitares Kramer, qui seront les premières à en être équipées sur les modèles Focus, Baretta, Pacer et Striker.

## Les modèles connus
Presque tous les constructeurs de guitares qui ont produit des guitares électriques dans les années 1980 ont fabriqué quelques modèles qui pourraient être qualifiés de superstrats. Il y a plusieurs modèles connus qui sont uniques d'une manière ou d'une autre :
- Kramer Baretta, Pacer, Nightswan, Sustainer, etc (1983-1989) - Premières guitares dotées du Floyd Rose, aussi dotées de deux micros simples bobinages et un humbucker[1] ;
- Jackson Soloist (1984) - aussi une des premières conceptions de superstrat, avec comme caractéristiques un manche traversant, et aussi comme la Kramer, deux micros simples bobinages et un humbucker, ainsi qu'un vibrato Floyd Rose ;
- Jackson Dinky - version moins chère que celle de Soloist, avec un manche vissé ;
- Charvel San Dimas (1984-1986) ;
- Fender Stratocaster contemporaine Japon [1] (1984-1987), Performer [2] (1985-1986), HM Strat [3] (1988-1992), Prodigy [4] (1991-1993) et Showmaster (1998-2009) - aux superstrat ;
- Série d'Ibanez JEM (1989), d'Ibanez RG et beaucoup d'autres modèles d'Ibanez ;
- B.C. Rich Assassin ;
- Yamaha Pacifica, série Yamaha RGX ;
- Gibson U-2 (1989) et Gibson M-III (1991-1994) - les seules deux tentatives de Gibson de superstrats ;
- Washburn RS, CS, WR, GT, N, série de X ;
- Vigier Excalibur (1991 - la superstrat française, réputée pourfendre à la fois les Strats et les JEMs).
- Lâg Rockline - Arkane (les cousines jumelles de la Vigier Excalibur, fabriquées à Bédarieux (Hérault) par le luthier Michel Lâg-Chavarria)
- Schecter modèle Mercury - finitions et assemblages semi luthier (Tom Anderson)... connues surtout pour le son de Mark Knopfler ( Dire straits). Les guitares étaient en H.S.H mais aussi une version incroyable avec deux doubles hambucking de chez Bartolini (très rare).